# A globális felmelegedés mérséklése

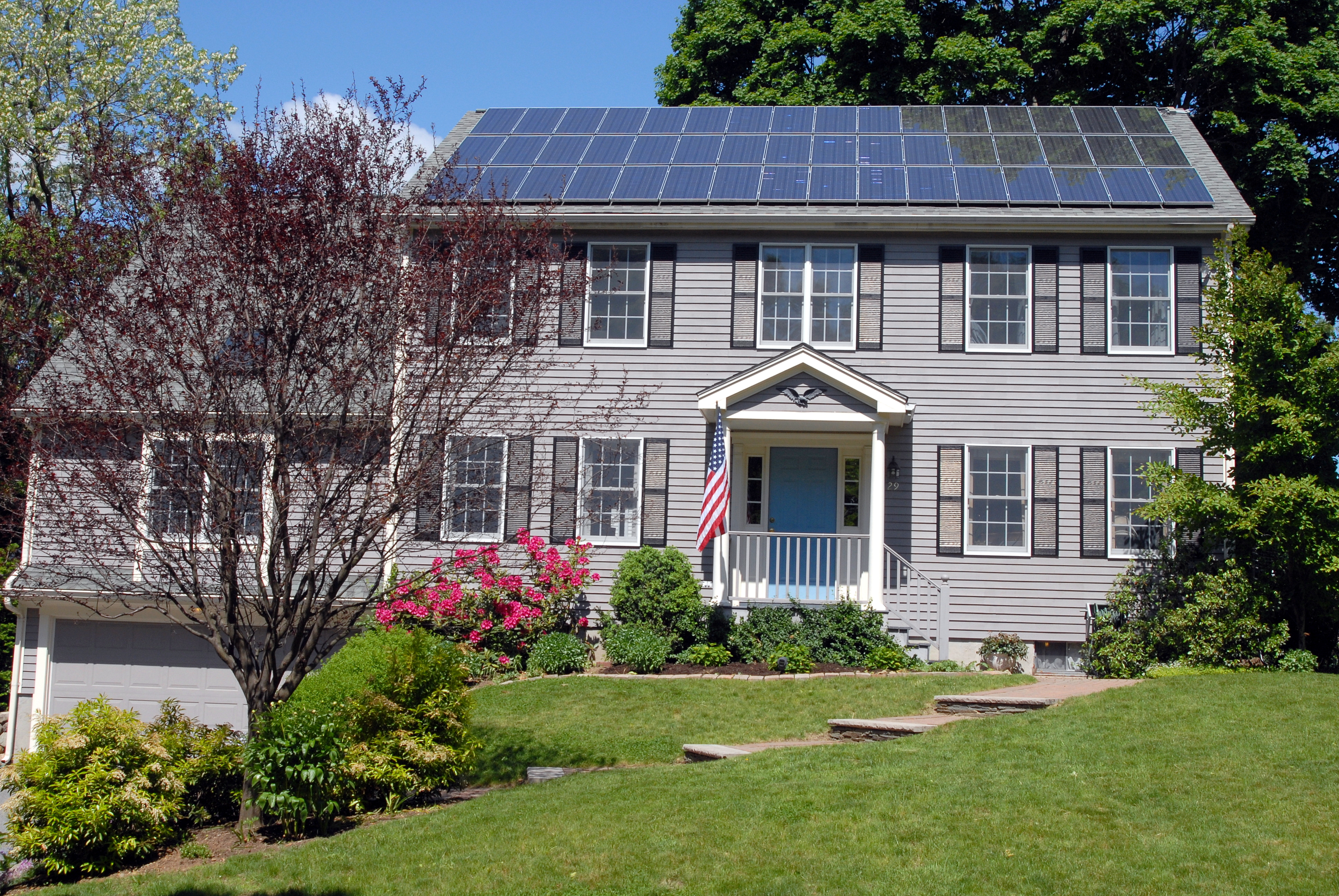
PV nappanelek a háztetőn

A globális felmelegedés mérséklése alatt azokat az intézkedéseket értjük, amelyek célja, hogy csökkenjen a globális felmelegedés mértéke. Ez megkülönböztetendő a globális felmelegedéshez való alkalmazkodástól, ahol a globális felmelegedés emberiséget érintő káros hatásainak minimalizálására törekednek. A felmelegedés mértéke az üvegházhatású gázok (CO2 és egyéb káros anyagok) kibocsátásának csökkentésével mérsékelhető.  Minél nagyobb mértékben és minél korábban csökken a kibocsátás mértéke, annál kisebb és annál lassabb lesz a várható melegedés és tengerszint-emelkedés.

## Hogyan csökkenthető azüvegházhatású gázokkibocsátása?

### Energiatermelés és ipari kibocsátások
A legfontosabb eszközök ezen a téren a megújuló energiaforrások elterjesztése, illetve az energiatermelés, valamint energiafogyasztás hatékonyságának növelése (azaz energiatakarékosság)
A fosszilis energiahordozókat megújuló energiaforrásokra (nap- szél- és vízenergia), vagy atomenergiára cseréljük le. További megoldást jelent a bioetanol, a biodízel ipari alkalmazása. A benzin helyettesítése bioetanollal 17%-kal fogja vissza az üvegházhatású gázok kibocsátását, viszont az élelmezési célú termőterületet csökkenti és felborítja a termőföldek körüli természeti egyensúlyt. A vízerőművek is fenntartható technológiát képviselnek, viszont az ilyen létesítmények veszélybe sodorják az élőhelyeket és emberi otthonokat, valamint a felmelegedés miatt csökken a vízmennyiségük, ezért az energiahasznosítás e módját nem tartják megfelelőnek. Egyebek mellett az a baj vele, hogy a víztározókból szén-dioxid és metán kerül a levegőbe, főleg a trópusi vidékeken, ahol gyorsabban bomlanak le a víz alá került növényi anyagok, továbbá a tároló a hordalékkal feltöltődik. Az atomenergia felhasználásával is kiválthatjuk a fosszilis energiahordozókat.
A megújuló energiaforrások elterjedése az építészetben is átállást jelent egy környezetkímélő energiatermelésre.
Jobban kihasználjuk az égés során keletkező energiát, javítjuk a hatásfokot. Egy kiotói javaslat szerint az ipari országoknak úgy kéne segíteniük a fejlődő országokat az éghajlat védelme terén, hogy a régi erőművek helyére modern technikát telepítsenek, ami által a szén-dioxid mennyisége egyszerűbben és olcsóbban csökkenthető. A régi erőművek tervszerű felújítása lehetőséget ad megújuló energiára való átállásra. 
Föld alatti szén-dioxid tárolással csak elnapoljuk a probléma megoldását.

### Közlekedés és városszerkezet
Az üvegházhatású gázok második legfontosabb forrása a közlekedésben elhasznált üzemanyag.  Ennek túlnyomó részét a gépjármű-közlekedés teszi ki (a légiközlekedés és hajózás részaránya 10% alatt van.) A kibocsátások csökkenthetők az autók takarékosabbá tételével (ideértve az alternatív üzemmódokat, például hidrogén-autók, hibridautók, villanyautók, bioetanol, üzemanyagcellák).  A kibocsátás-csökkentés másik módja a tömegközlekedés elősegítése, az autóhasználat iránti igény visszaszorítása.  Ehhez viszont megfelelő városszerkezet szükséges, meg kell előzni a városok szétfolyását.
A közúti közlekedésben a sebességet a járművek optimális fogyasztásának megfelelően választjuk meg.

### Épületek és egyéb háztartási kibocsátások
Építkezés esetén helyi, természetes anyagok használatával az alapanyagok általi energiafelhasználás nagyságrendekkel csökkenthető („beépített energia”). A megfelelő tájolás, ablakméretek, hőszigetelés az épület teljes élettartama során meghatározza majd annak energiaszükségletét a fűtést és világítást tekintve. Meglévő épületeknél azok jobb hőszigetelése, energiatakarékos háztartási készülékek és világítás használata hozzájárulnak az energiapazarlás mérsékléséhez (új építészeti előírások, közel nulla energiás ház).

### Erdőirtások megfékezése
A kibocsátások csökkenthetők az esőerdők további fakitermelő kivágásának megakadályozásával. (Brazília, Indonézia) Ezen a téren az önkényes földfoglalás is kárt okoz, az égetések levegőminőséget rontó hatásával,és az oxigéntermelésre képes faállomány csökkentésével.

### Egyéb megoldások
Mesterségesen közbeavatkozásokkal több próbálkozás történt (pl. fitoplankton-virágzás, vagy kalcium karbonát por felbocsátás), de kérdéses, hogy a szándékolt, vagy káros hatást (pl. éghajlati pusztítást, láncreakciók következtében  hurrikánokat és aszályt) idézünk elő. Pl. a fitoplankton módszerrel a szén-dioxidot elnyelő fitoplankton növekedésének serkentésével ugyanis szén-dioxidot lehet kivonni a légkörből. Történtek már erre irányuló kísérletek, egy nemzetközi kutatócsoport fitoplankton-virágzást tudott előidézni a Déli-Csendes-óceán 150 km hosszú és 4 km széles sávjában oly módon, hogy 8500 kg vassót szórtak a tengerbe ezen a területen. A virágzás egy hónapig tartott, de a tudósok nem sok jelét látták annak, hogy a fitoplankton által elnyelt szén-dioxid lejutott volna a tengervíz mélyebb rétegeibe, márpedig ez kellett volna a gáz fokozott elnyelődésének állandósulásához.

## A lakosság, a vállalkozások és a közigazgatás lehetőségei azüvegházhatású gázokkibocsátásának csökkentésére

### Általában (elméletben)
Korlátozásokat vezetünk be az üvegházgáz-kibocsátásra azzal, hogy adókat, a környezetvédelmi költségeknek megfelelő termék és közszolgáltatási árakat vezetünk be a szén-dioxid emisszió mértékének megfelelően. A felmelegedés lassítására a legjobb ismert mód az, ha az ipari országok radikálisan csökkentik a szén-dioxid-kibocsátásukat. A környezetvédelmi költségek fedezésére alkalmazott eszközökkel párhuzamosan jövedelemarányos szociális intézkedések is szükségesek. Japánban már hosszabb ideje fontolgatják a szén-dioxid-adó bevezetését, de az ipari lobbinak eddig sikerült azt megakadályoznia. A japán Környezetvédelmi Minisztérium felmérése szerint „a japánok túlnyomó része hajlandó elfogadni a szén-dioxid-adót – leginkább a szén-dioxid-kibocsátás arányában”. A terv szerint egy átlagosan fogyasztó háztartás évi 5000 forintnak megfelelő adót fizetne. A korlátozások bevezetésének hátránya azonban, hogy a költségek régiónként és ágazatonként eltérnek. E költségek csökkentésére viszont jelentős technológiai és egyéb lehetőségek kínálkoznak. A közvélemény felmérése megkönnyíti a gyakorlati megvalósítást (francia nemzeti vitasorozat). Továbbá a kibocsátási jogok hatékony kereskedelme is csökkentheti az abban résztvevők költségeit. 
A klímavédelmet mint az állam egyik célját az alaptörvényben (alkotmányban) kellene rögzíteni. Gazdaságilag, arányaiban ugyanis országos szinten lényegesen nagyobb összeget tesz ki a védekezés és a kárenyhítés, valamint az újjáépítés és az emberek támogatása, mint amennyibe a megelőzés és a klímakatasztrófa megállítása kerülne.

### Konkrétan (gyakorlatban)
Bár általában mindenki egyetért az üvegházgáz-kibocsátás csökkentésének szükségességével, ennek olyan sokféle módja létezik a gyakorlatban, hogy okvetlenül akad olyan megoldás, amely az individuum – vállalkozás, egyén – érdekeit – bár jogosan, de mégis – sérti. Ezért a konkrét intézkedések kérdésében a közvélemény rendkívül megosztott, a helyzet csak a Biblia által leírt bábeli hangzavarhoz hasonlít, mindenki mást tart fontosnak és mást elhanyagolhatónak. Emiatt politológiai értelemben közvéleményről nem is lehet szó, a politikusok számára a problémakör "forró", kerülendő, ... tehát szükségszerűen látványos változás nem történik. Mindezek ellenére azért – a fontossági sorrend kérdését mellőzve – lehetséges leltárba venni azokat az intézkedéseket, amelyek az üvegházgáz-kibocsátást csökkentik. Célszerű külön tárgyalni az intézkedéseket aszerint, hogy ki teszi meg azt önként: az egyén, a vállalkozás, vagy a közigazgatás? (Az önként megtehető intézkedéseken kívül természetesen más intézkedések is kényszerítve lehetnek, a 3 csoport egymásra hatása több dimenzióban is érvényesül.)
A konkrétumok közül az energiahatékonyság növelésére lehet a legtöbbet tenni. A fosszilis eredetű szenek égetésének csökkentésére jóval kevesebb intézkedés tehető ... és a létszámcsökkentési intézkedésre (munkaügyi, átképzési és szociális intézkedésekre) csak a tulajdonos, ill. kormányzat képes.

#### Egyének

##### Családi (osztott) termelés és szolgáltatás
A családi termelés fogalom egy általános szemlélet kapcsán kerülhet szóba, Rousseau "vissza a természethez" elvéhez kapcsolódva. Az ipari forradalmon kívül az első nagy eltávolodás és környezetkárosítás a földművelésre való áttéréssel történt, a gyűjtögető életmódhoz képest. Ma is a termőterület csökkentése az egyik lehetséges cél, az állattartás csökkentésével, a takarmánytermelő terület természetbe visszaadásával. 
A családi (osztott) termelés fogalma a közösségi, törzsi munkamegosztás időszakára emlékeztet, ami részben családon belül is megvalósult, a "családi vállalkozás" "családi gazdaság" fogalom ma is ismert, bár Európában szerepe lényegesen megváltozott.
Az ipari forradalom megváltoztatta a korábbi – természetes – termelékenységet, azon az áron, hogy ipari (bányászati ill. erőművi, technikai stb.) eredetű energiával helyettesített emberi munkát (élőmunkát). Bár ez az általános technológia-váltás igen nagy jelentőségű volt az azt követő technikai fejlődés szempontjából, mára a globális felmelegedés már nyilvánvalóvá tette, hogy ez olyan zsákutcába vezetett, amelyből vissza kell tolatni. Elvileg lehetséges lenne ugyan a módosított technikai megoldásokkal való helyesbítés is, de ez is kockázatos, és csak környezetvédelmi és társadalmi viszonyok változtatásával volna lehetséges (a népesedéspolitika és a technológia változatlanul hagyása kipusztíthatná a teljes élővilágot a Földről).
A jelenlegi technikai eredmények részbeni felhasználásával vissza kell térni a környezetbarát (eredetileg  kézierős, ill. igáslovas, kézműves) technológiákhoz, amelyek – mint az analóg technikák, alacsonyabb, természetes termelékenységük révén – tömeges munkalehetőséget is biztosítanak (tehát szociológiai, foglalkoztatási szempontból is szükségesek lehetnek). Ennek a formái mindenképpen kiküszöbölik a környezetet károsító, üvegházhatású energiatermelést. Ki lehet emelni az önkéntesség elvét, mert a kötelező gazdaságok, és minden állampolgárnak a mezőgazdaságba irányítása eddig is nagy károkat okozott (Kambodzsa).
Az energiatakarékosság esetében nyilvánvalóan szükséges az energiahatékonyság növelése. Környezetbarát technológiák alkalmazása esetén  a családi/osztott kkv-k sem használnak fel fosszilis eredetű energiát (eszközeikben is lehetőleg az újrahasznosítható anyagokat), ezért azok energiahatékonysága is a lehető legmagasabb szintre emelkedik (egy GJ  energiából a legtöbb GDP-t állítják elő).
(Fölmerülhet, hogy ha szabadpiaci körülmények között a gyáripar nagyságrendekkel csökkentette a manufaktúrát, magasabb termelékenysége ill. magasabb profitrátája, profithatékonysága révén, hogy akkor ugyanilyen szabadpiaci körülmények között mi fogja ezt a folyamatot átirányítani/visszafordítani? A válasz: ha a politikai akarat, szakértői közreműködés, és a közvélemény egyetértése nincs meg, akkor nehezen. Jelenleg, 2019-ben abban az állapotban vagyunk, hogy a politikai akarat már megvan pl. a Párizsi 2015-ős COP21 Klímacsúcs. Pillanatnyilag már be lehetne vonni a szakértőket a kivitelezésbe. A visszafordításhoz komoly piac-szabályozásra is szükség van, pl. a környezetvédelmi költségeket magában foglaló árakra (plusz szociális intézkedésekre), a környezetvédelmi befektetésekre, és megfelelő technológiák engedélyezésére, fosszilis támogatások átirányítására volna szükség. A világméretű környezeti válság kibontakozóban van: a vadonélő emlősfajok egyedszáma meredeken csökken, ami a tápláléklánc aljának, a Növényvilágnak a kezdeti összeomlását jelzi, egyre nagyobb az élelmiszer- és ipari energia hiány, recesszió lép fel. ... ezek sikeres kezelésében pedig részt vállalhatnak magánszemélyek, vállalkozások, és a családi/osztott kkv-k is. 

###### Családi (osztott) biometán-termelés
Közvetlenül csökkenti a kibocsátott üvegházgáz mennyiségét, vagyis az energiahatékonyság növelésén kívül a fosszilis eredetű szenek égetését is csökkenti (a földgáznak a helyettesítésével), ugyanakkor a globális melegedésen kívül más környezetszennyezéseket is csökkent, ... az állattartást pedig olyan üvegházhatás szempontjából "tiszta" technológiává teszi, hogy a városok eddig szokásos állattartási korlátozásai, tilalmai ennek megfelelően módosulhatnak. 
Kis biogáz termelő egységek házi alkalmazására vannak példák, de még nem terjedt el. Hazánkban ritka az állattartó üzemek, hulladéklerakók mellett épült biogáz üzem, de mint hulladékhasznosító eljárás az akvakultúrás növény-hal termelés ismert. 

###### Családi (osztott) melegvíz- és áram-termelés
Az energiaigény kb. fele jelentkezik hőenergia igény alakban. Ez egy kisebb gazdasági egységben is megtalálható, pl. téli fűtési igény, vagy melegvíz igény alakjában. Jelenleg sok helyen villanybojleres melegvízkészítés van, de ezt napenergiával gazdaságosan, kb. 60%-ban ma is helyettesíthetjük napkollektorokból nyert hőenergiával. A napkollektoros hőenergia termelés tárolókkal tovább növelhető. 

##### Áramtakarékosság
Bár az áramfogyasztás visszafogása is segít kicsit, a jelentős mértékű megtakarításhoz strukturális változtatásra van szükség. Egyrészt a háztartási készülékeinket, másrészt a tetőfelületeinket tudjuk lecserélni. A készülékcserék esetében bár nincs még mindenhol gázcső-hálózat, ha növekszik a  P+G (áramból gázt) technológia aránya, érdemes lehet földgázra állni ott, ahol sok az áramból előállított hő (a CNG jobb megoldás a PB-gázpalacknál, mivel CNG biogázból is előállítható, a PB-gázpalack viszont nem). A jelenlegi földgáz használat CO2 fejlesztést eredményez, ezért ezt is szeretnénk csökkenteni. Maga az áramfogyasztás a takarékos technológiákkal (LED, hőmérséklet szabályozás) csökkenthető. 

###### Elektromos hőtermelők cseréje
Az elektromos hőtermelő készülékek a legnagyobb energiapazarlók a háztartásban. Az erőművi áram közvetlen felhasználása helyett – erőmű és áramhálózat közbeiktatásával – az energia felét elpocsékoljuk, a maradékot – jó drágán – felhasználjuk.
Ha a villanytűzhelyek, villanybojlerek, olajradiátorok, adszorpciós villanyhűtőszekrények stb. helyett ezek részben napenergiával működtethetők (erőművi áramfejlesztés jelenleg 2,6-szoros primerenergia felhasználású, ami túl sok CO2 fejlődéssel jár). Az áram költség tekintetében is a legdrágább energiafajta, ezért pl. fűtési felhasználása helyett a ház hőszigetelése felel meg. 

##### Fűtési energiatakarékosság
A fűtéssel kapcsolatos fejlesztések meglehetős pénzigényesek, ugyanakkor kivételesen kis pénzigényű megoldások is vannak, ezért ezeket célszerű pénzigényük szerint csoportosítani. A mai építési előírások új épület esetén az u.n. közel nulla energiaigényű épületek kivitelezésére irányulnak, ami erős hőszigeteléssel érhető el. 

###### Azonnali eredmény, kis befektetés
A lakások fűtési hővesztesége a) éjszaka, b) az üvegfelületeken keresztül a legnagyobb. Csökkenthetjük a meglévő épület veszteségeit, ha hungarocell (Nikecell, Austrotherm stb.) lappal fedjük (gyakorlatilag hőszigeteléssel).  

#### Vállalkozások
Bár a vállalkozás ma alapvetően eredmény-orientált, lehetséges (elvileg) más orientáció is, pl. energia-orientáció. Ma már elfogadott tény, hogy a globális felmelegedésnek az energia-orientáció hiányához is van köze. Ezért – bár alapvető változás (a piaci verseny szorító hatása miatt) csak törvények hatására történhet, mégis – lehetséges a vállalkozás energiahatékonyságának az önkéntes növelése is (a verseny által kevéssé kényszerített, környezettudatos vállalkozásoknak, tudva azt, hogy ez a profithatékonyság csökkenésével jár együtt). Az önkéntes energiahatékonyság növelés bizonyos fajta innováció, ami másrészről piaci előnyöket biztosíthat. 
A vállalkozás két úton juthat eredményhez: 1. hagyományos munkaszerződéssel (munkaerő, alapanyag stb.), 2. a Természet jobb megismerésével, innovációval (pályázati források, hatékonyságnövelés, környezetvédelem stb.). A kétfajta forrás közül az első a tulajdonképpeni termelés, jelenleg átalakulóban van, tehát szükségszerű, hogy a másodikról a vállalkozás nem mondhat le önként. Ezért a vállalkozás kénytelen az más módon, tőkeátcsoportosításokkal, kisebb részt új formációk (franchise stb.) felhasználásával új lehetőségeket keresni. 

##### Energiahatékonyság növelése
Több formája létezik, amelyek részletesen a közigazgatási intézkedéseknél vannak felsorolva.

## Kibocsátás-csökkentés és olajcsúcs
Nem csupán a klímaváltozás, hanem a globális olajcsúcs miatt is szükségszerű a fosszilis energiahordozóktól való elhatárolódás.
Az olajcsúcs – a kőolaj kitermelésének időbeli tetőzése – már sok országban bekövetkezett. Ez a fosszilis energiahordozóktól való elszakadásra kényszeríti a világot. Egyes számítások szerint globális éghajlati fordulópont következhet be 2015-ben, ha nem történik radikális csökkentés a kibocsátást illetően. Az üvegházhatású gázok emisszióját több módon is csökkenthetjük. A megoldások egyik része a felhasznált energia mennyiségének csökkentésére, míg a többi a felhasznált energia minőségének megváltoztatására koncentrál.

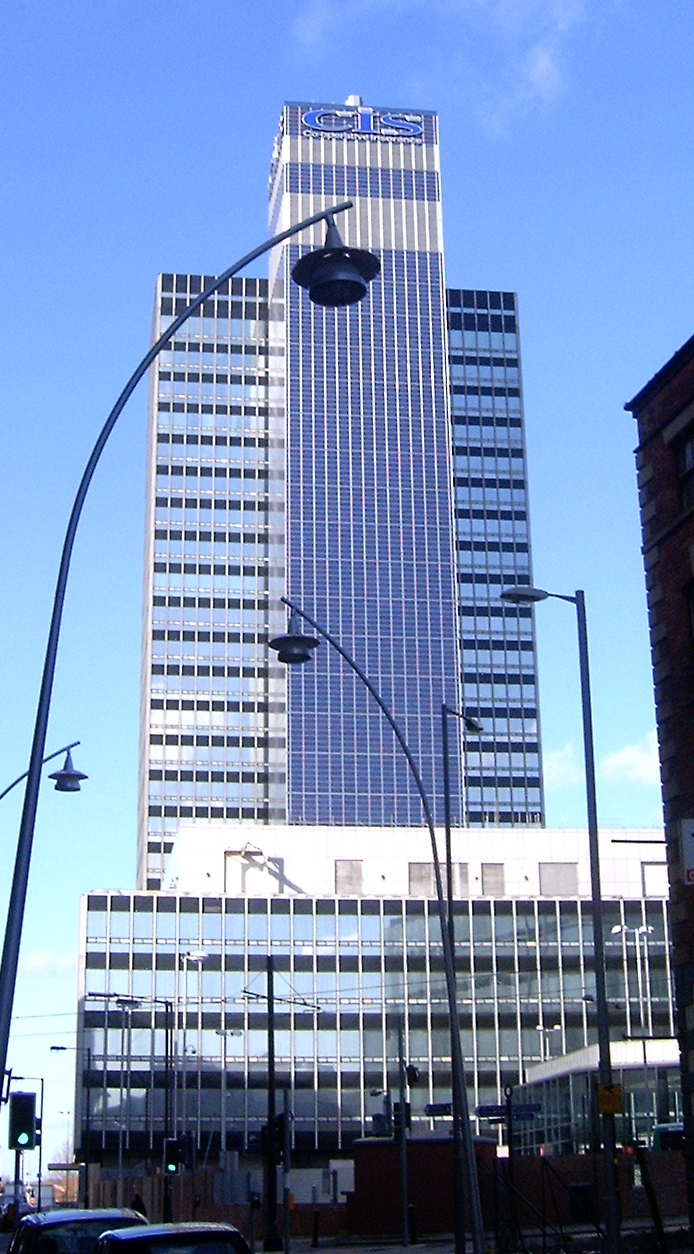
A CIS-torony, Manchester, Anglia, a PV panelek költsége 5,5 millió GBP volt. 2005 novemberétől kezdett energiát termelni

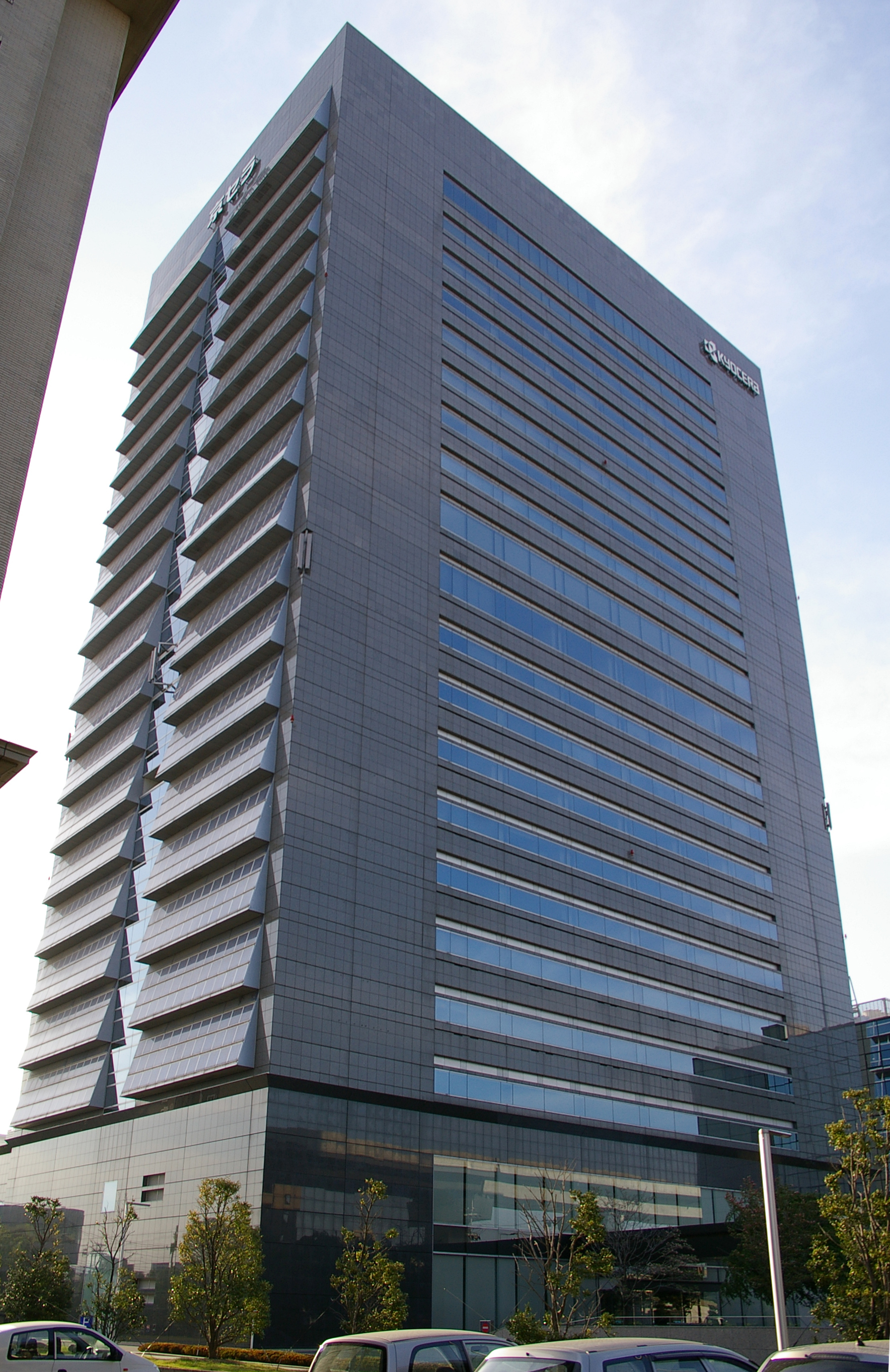
Kyocera központ. A PV cellák az épület oldalán napfényből állítanak elő áramot

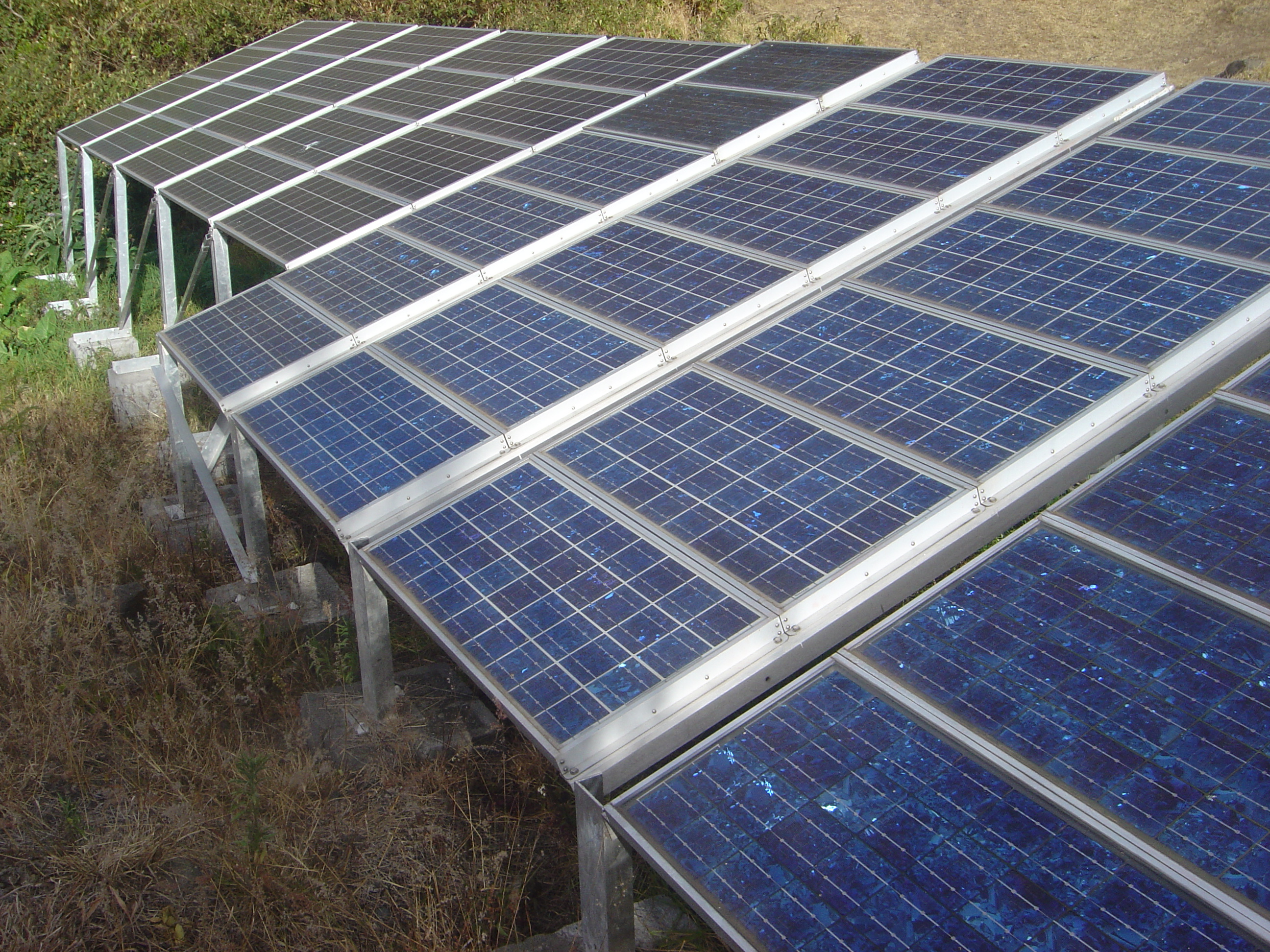
Marlai napelemek